# لورنا (فیلم)
لورنا (انگلیسی: Lorna) یک فیلم مستقل آمریکایی به کارگردانی راس مایر است که در سال ۱۹۶۴ منتشر شد.
این فیلم نخستین فیلم سکسنتفاعی بود که خط داستانی دراماتیک داشت. این فیلم را «تام جونز مؤنث» لقب دادند.
روزنامهٔ لس آنجلس تایمز از این فیلم انتقاد کرد و آنرا، «دچارِ بدسلیقگی فراوان و بی‌هیچ نشانی از استعداد در جایی از آن» توصیف نمود. راس مایر اظهار داشت که قصدش ساخت چیزی مثل برنج تلخ در آمریکا بوده‌است.